# Werner Buchberger
Werner Buchberger (* um 1950 in Nürnberg) ist ein deutscher Wissenschaftsjournalist, insbesondere im Bereich Medizin.

## Werdegang
1975 begann Buchberger im Jugendfunk des Bayerischen Rundfunks als freier Mitarbeiter.
Ab 1990 war er als Redakteur im Familienfunk tätig, wo er unter anderem das neue Sendeformat Ortstermin entwickelte. Von Mitte der 1990er Jahre bis 2016 übernahm er die redaktionelle Verantwortung für eine monatliche Gesundheitssendung des Bayerischen Rundfunks und erweiterte die Gesundheitsangebote des Senders.
Von 2001 bis 2016 gestaltete er zusammen mit der Internistin Marianne Koch Das Gesundheitsgespräch des Bayern 2 Radio beim Bayerischen Rundfunk. Zudem war Buchberger für die 30-minütige Sonntagssendung B5-Gesundheit und die zweistündige Montagssendung Das Notizbuch zum Thema Gesundheit verantwortlich.
Er war Dozent an der Deutschen Journalistenschule.

## Auszeichnungen
- 2007: Felix Burda Award für seinen Artikel über Darmkrebs: Heilung durch Früherkennung in der Abendzeitung München
- 2013: DGK-Preis für Wissenschaftsjournalismus[4]